# Christina Davidson
Ann Christina Davidson, tidigare gift Arvidsson, född Axelsson 17 juli 1960 i Långemåla församling i Kalmar län, är en svensk centerpartistisk politiker och kommunalråd. Hon var 2015–2022 kommunstyrelsens ordförande i Nybro kommun.
2014–2018 ledde Davidson en koalition med Centerpartiet, Moderata samlingspartiet, Kristdemokraterna, Liberalerna och SPI Välfärden. Dessa partier styrde i minoritet med 22 av 49 mandat. 2018–2022 styrde samma partier med undantag för SPI Välfärden som åkt ur kommunfullmäktige, återigen i minoritet. Efter valet 2022 bildades en ny styrande koalition med Socialdemokraterna och Centerpartiet, och Davidson blev förste vice ordförande i kommunstyrelsen.